# Chararica
Chararica is een geslacht van vlinders van de familie snuitmotten (Pyralidae), uit de onderfamilie Phycitinae.

## Soorten
- C. annuliferella Dyar, 1905
- C. bicolorella Barnes & McDunnough, 1917
- C. hystriculella Hulst, 1887